# Robert F. Stockton
Robert Field Stockton (20 de agosto de 1795 – 7 de outubro de 1866) foi um comodoro na Marinha dos Estados Unidos durante a Guerra Mexicano-Americana. Foi notável político e foi senador de New Jersey.

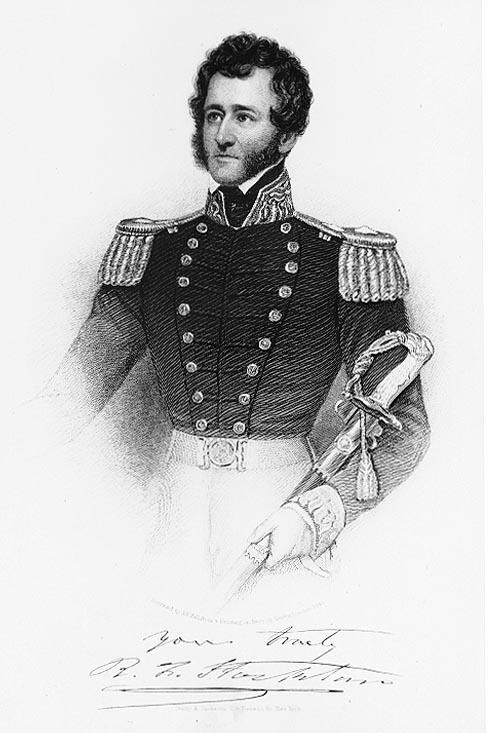
Retrato de Robert F. Stockton